# Verbascum megricum
Verbascum megricum är en flenörtsväxtart som först beskrevs av Tsvelev, och fick sitt nu gällande namn av Huber-morath. Verbascum megricum ingår i släktet kungsljus, och familjen flenörtsväxter. Inga underarter finns listade i Catalogue of Life.